# Dortsman
De Dortsman is een betonde vaargeul in de Oosterschelde in de provincie Zeeland, zuidwest van het eiland Tholen. De Dortsman is een aftakking van het Brabantsche Vaarwater en loopt naar een punt op de vaargeul Oosterschelde ongeveer noord van Yerseke, waar het verbindt met de Schaar van Yerseke.
Het water is zout en heeft een getij. Noord van de Dortsman liggen de droogvallende Slikken van de Dortsman. Zuid van de Dortsman ligt de droogvallende zandbank Middelplaat.
De Dortsman is te gebruiken voor schepen tot en met CEMT-klasse IV.
De Dortsman valt binnen het Natura 2000-gebied Oosterschelde en is ook onderdeel van het Nationaal Park Oosterschelde.